# Алисон Эдвард
А́лисон Э́двард Фра́нко да Ро́ша дос Са́нтос (порт.-браз. Alysson Edward Franco da Rocha dos Santos; родился 5 марта 2006, Апукарана) — бразильский футболист, вингер клуба «Гремио».

## Клубная карьера
Воспитанник футбольной академии клуба «Гремио». В июне 2024 года подписал контракт с клубом до 2028 года. 7 июля 2024 года дебютировал в основном составе «Гремио» в матче бразильской Серии A против клуба «Жувентуде».